# Všeobecné volby v Nigeru v roce 2004

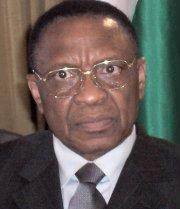
Úspěšný kandidát na prezidenta Mamadou Tandja

První kolo prezidentských voleb v rámci všeobecných voleb v Nigeru v roce 2004 proběhlo dne 16. listopadu 2004. Druhé kolo prezidentských voleb spolu s parlamentními volbami proběhlo dne 4. prosince 2004. Prezidentské volby vyhrál kandidát za stranu Národního hnutí pro rozvoj společnosti (MNSD) Mamadou Tandja. MNSD uspěla i v parlamentních volbách, ve kterých získala 47 ze 113 mandátů a stala se tak nejsilnější parlamentní stranou. Po volbách vítězná MNSD obnovila svoji předchozí vládní koalici s Demokratickou a sociální konvencí (CDS). Koalice měla s 69 křesly v Národním shromáždění většinu.

## Volební systém
Volební systém prezidentských voleb v Nigeru byl v roce 2004 dvoukolový. Poslanci Národního shromáždění v počtu 113 se volili dvěma způsoby. 105 z nich se volilo z osmi vícečlenných volebních obvodů systémem poměrného zastoupení. Zbývajících osm členů bylo zvoleno ve zvláštních jednočlenných volebních obvodech k zajištění zastoupení národnostních menšin v parlamentu.

## Volební výsledky

### Prezidentské volby
V prvním kole prezidentských voleb žádný z kandidátů nezískal potřebnou nadpoloviční většinu hlasů. Druhé kolo voleb, do něhož postoupil kandidát MNSD Mamadou Tandja a kandidát Nigerské strany pro demokracii a socialismus Mahamadou Issoufou, proběhlo dne 4. prosince 2004. Všichni nepostoupivší kandidáti podpořili ve druhém kole Tandju. Ten ve druhém kole zvítězil se ziskem 65,53 % hlasů. Mezinárodní i místní pozorovatelé voleb prohlásili celý proces za svobodný, spravedlivý a transparentní.
| Kandidát                            | Politická strana                             | První kolo | První kolo | Druhé kolo | Druhé kolo |
| Kandidát                            | Politická strana                             | Hlasy      | %          | Hlasy      | %          |
| ----------------------------------- | -------------------------------------------- | ---------- | ---------- | ---------- | ---------- |
| Mamadou Tandja                      | Národní hnutí pro rozvoj společnosti         | 991 764    | 40,67 %    | 1 509 905  | 65,53 %    |
| Mahamadou Issoufou                  | Nigerská strana pro demokracii a socialismus | 599 792    | 24,60 %    | 794 397    | 34,47 %    |
| Mahamane Ousmane                    | Demokratická a sociální konvence             | 425 052    | 17,43 %    | -          | -          |
| Amadou Cheiffou                     | Sociálně demokratické shromáždění            | 154 732    | 6,35 %     | -          | -          |
| Moumouni Adamou Djermakoye          | Nigerská aliance pro demokracii a pokrok     | 147 957    | 6,07 %     | -          | -          |
| Hamid Algabid                       | Shromáždění pro demokracii a pokrok          | 119 153    | 4,89 %     | -          | -          |
| Celkem                              | Celkem                                       | 2 438 450  | 100 %      | 2 304 302  | 100 %      |
|                                     |                                              |            |            |            |            |
| Platných hlasů                      | Platných hlasů                               | 2 438 450  | 96,17 %    | 2 304 302  | 97,49 %    |
| Neplatných hlasů                    | Neplatných hlasů                             | 97 043     | 3,83 %     | 59 390     | 2,51 %     |
| Celkem hlasů                        | Celkem hlasů                                 | 2 535 493  | 100 %      | 2 363 692  | 100 %      |
| Registrovaných voličů/volební účast | Registrovaných voličů/volební účast          | 5 255 232  | 48,25 %    | 5 256 581  | 44,97 %    |

### Parlamentní volby
| Politická strana                             | Hlasy     | %       | Mandáty |
| -------------------------------------------- | --------- | ------- | ------- |
| Národní hnutí pro rozvoj společnosti         | 849 365   | 37,13 % | 47/113  |
| Demokratická a sociální konvence             | 397 628   | 17,38 % | 22/113  |
| Nigerská strana pro demokracii a socialismus | 314 810   | 13,76 % | 17/113  |
| Sociálně demokratické shromáždění            | 163 369   | 7,14 %  | 7/113   |
| Shromáždění pro demokracii a pokrok          | 149 825   | 6,55 %  | 6/113   |
| Nigerská aliance pro demokracii a pokrok     | 124 843   | 5,46 %  | 5/113   |
| PNDS-UNI-UDR                                 | 66 931    | 2,93 %  | 2/113   |
| PNDS–PPN-RDA–PNA                             | 61 997    | 2,71 %  | 4/113   |
| PNDS–PPN-RDA                                 | 42 526    | 1,86 %  | 2/113   |
| Strana pro socialismus a demokracii v Nigeru | 29 905    | 1,31 %  | 1/113   |
| PMT-ANDP                                     | 18 971    | 0,83 %  |         |
| Hnutí pro sjednocení a obnovu národa         | 13 603    | 0,59 %  |         |
| Sawaba                                       | 13 006    | 0,57 %  |         |
| Nezávislí Gobira Katsiny                     | 7 613     | 0,33 %  |         |
| Vlastenecké hnutí pro solidaritu a pokrok    | 6 136     | 0,27 %  |         |
| Unie nigerských demokratů a socialistů       | 5 894     | 0,26 %  |         |
| RSD-RDP                                      | 5 852     | 0,26 %  |         |
| Strana konzultace a míru                     | 4 731     | 0,21 %  |         |
| Unie pro demokracii a progresivní patrioti   | 4 442     | 0,19 %  |         |
| Strana pro lidskou důstojnost                | 2 811     | 0,12 %  |         |
| Strana pro národní jednotu a rozvoj          | 1 950     | 0,09 %  |         |
| Unie pro demokracii a republiku              | 1 602     | 0,07 %  |         |
| Celkem                                       | 2 287 810 | 100 %   | 113     |
|                                              |           |         |         |
| Platné hlasy                                 | 2 287 810 | 97,65 % |         |
| Neplatné hlasy                               | 55 019    | 2,35 %  |         |
| Celkem hlasů                                 | 2 342 829 | 100 %   |         |
| Registrovaných voličů/volební účast          | 5 278 598 | 44,38 % |         |